# Бема
Бема (итал. Bema) је насеље у Италији у округу Сондрио, региону Ломбардија.
Према процени из 2011. у насељу је живело 136 становника. Насеље се налази на надморској висини од 795 м.

## Становништво
| 1931. | 1936. | 1951. | 1961. | 1971. | 1981. | 1991. | 2001. | 2011. |
| ----- | ----- | ----- | ----- | ----- | ----- | ----- | ----- | ----- |
| 389   | 376   | 394   | 349   | 220   | 198   | 149   | 144   | 130   |